# هيتمة جوبية
هيتمة جوبية (الاسم العلمي: Fibigia clypeata)، هو نوع آسيوي من النباتات المزهرة من جنس هيتمة المنتمي إلى فصيلة الكرنبية. تنتشر في جميع أنحاء اليونان وإيران والأردن ولبنان وفلسطين وسوريا وتركيا، حيث تزهر بين فبراير وأبريل.
يتواجد هذا النبات بكثرة في موطنه الأصلي محمية أرز الشوف في لبنان. اسمها العربي الشائع هو بتلة كالمرساة. اسمها الإنجليزي الشائع هو False-gypsophila ankyropetalum. واسمها الفرنسي الشائع هو Ankyropetale Fausse- gypsophylle.
وهو نبات معمر يتحمل الجفاف ومناسب لزراعة النباتات الجافة.
اسمها الحالي هو Fibigia clypeata subsp. eriocarpa (DC.،Greuter، 2012). مرادفاتها المتجانسة هي Farsetia eriocarpa (DC., 1821) و Fibigia Eriocarpa (DC., Boiss., 1867)

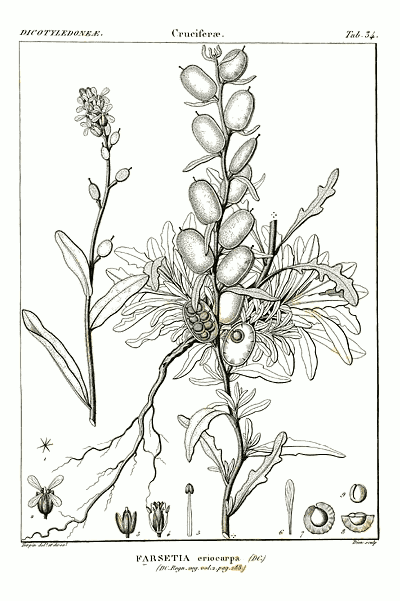
Fibigia Eriocarpa